# Stabæk Fotball
A Stabæk Fotball egy norvég labdarúgócsapat Bærumban, amely a Norvég labdarúgó-bajnokság élvonalában szerepel.

## Történelem
A csapatot 1912-ben alapították. Hosszú ideig csak egyetlen alsó osztályban játszott. Az 1980-as évek végén a klub a ligarendszer bevezetésekor egyre feljebb és feljebb jutott, míg 1995-ben elérte az első osztályt. A kezdeti szezonokban az együttes megtelepedett a középmezőnyben. Az első siker az 1998-ban elhódított labdarúgókupa volt, melyért a Rosenborg BK-val küzdött meg. A mérkőzés 3:1-re végződött. Ugyanebben az évben a csapat a bajnokságban a harmadik helyen végzett, így részt vehetett az UEFA-kupában. 2004-es szezonban a csapat kiesett a másodosztályba. A svéd Jan Jönsson edző elkötelezettségének hála a csapat a következő években visszakapaszkodott az élvonalba. A 2008–2009-es szezont megnyerték.

## Sikerek
Eliteserien
- Bajnok (1): 2008
- Ezüstérmes (1): 2007
- Bronzérmes (4): 1998, 2003, 2009, 2015

Norvég Kupa
- Győztes (1): 1998
- Ezüstérmes (1): 2008

Norvég Szuperkupa
- Győztes (1): 2009

## Játékoskeret
2022. július 15. szerint.
| #  |     | Poszt | Név                      |
| -- | --- | ----- | ------------------------ |
| 1  | NOR | K     | Marius Amundsen Ulla     |
| 2  | DEN | V     | Kasper Pedersen          |
| 3  | NOR | V     | Nicolai Næss             |
| 4  | NOR | V     | Simen Wangberg           |
| 5  | NOR | V     | Nicolas Pignatel Jenssen |
| 6  | CIV | KP    | Luc Kassi                |
| 7  | NOR | CS    | Fitim Azemi              |
| 8  | ENG | KP    | Curtis Edwards           |
| 10 | NOR | CS    | Herman Geelmuyden        |
| 11 | NOR | CS    | Kornelius Normann Hansen |
| 12 | SWE | K     | Marcus Sandberg          |
| 13 | NOR | V     | Thor Lange               |

| #  |     | Poszt | Név                        |
| -- | --- | ----- | -------------------------- |
| 14 | NOR | KP    | Fredrik Krogstad           |
| 15 | NOR | V     | Sturla Ottesen             |
| 16 | NGR | CS    | Gift Orban                 |
| 17 | NOR | KP    | Amir Ahmed Jama            |
| 18 | CAN | KP    | Patrick Metcalfe           |
| 20 | NOR | KP    | Aleksander Andresen        |
| 21 | NOR | V     | Thomas Vold                |
| 24 | NOR | KP    | Kaloyan Kostadinov         |
| 25 | NOR | V     | Filip Hornburg             |
| 29 | NOR | V     | Kristoffer Lassen Harrison |
| 31 | NOR | V     | Olav Lilleøren Veum        |

## Statisztika
- Legnagyobb hazai győzelem: 8-0 vs. Molde FK, 2006. október 29.
- Legnagyobb idegenbeli győzelem: 14-0 vs. Vestfossen IF, 2008. május 12.
- Legnagyobb hazai vereség: 1-6 vs. Lillestrøm SK, 1999. augusztus 1.
- Legnagyobb idegenbeli vereség: 1-8 vs. SK Brann, 2001. május 24.
- Legtöbb néző, Nadderud Stadion: 10,000 vs. Strømsgodset IF, 1970. augusztus 30.
- Legtöbb szereplés, összesen: 305, Tommy Stenersen 1995-2008
- Legtöbb szereplés, liga: 224, Tommy Stenersen 1995-2004
- Legtöbb gól, összesen: 101, Daniel Nannskog 2005-2008
- Legtöbb gól, liga: 70, Daniel Nannskog 2005-2008
- Legtöbb gól, szezon: 32, Daniel Nannskog 2005

## Fordítás
- Ez a szócikk részben vagy egészben  a   Stabæk Fotball című angol Wikipédia-szócikk ezen változatának fordításán alapul.  Az eredeti cikk szerkesztőit annak laptörténete sorolja fel. Ez a jelzés csupán a megfogalmazás eredetét és a szerzői jogokat jelzi, nem szolgál a cikkben szereplő információk forrásmegjelöléseként.
- Ez a szócikk részben vagy egészben  a   Stabæk IF című német Wikipédia-szócikk ezen változatának fordításán alapul.  Az eredeti cikk szerkesztőit annak laptörténete sorolja fel. Ez a jelzés csupán a megfogalmazás eredetét és a szerzői jogokat jelzi, nem szolgál a cikkben szereplő információk forrásmegjelöléseként.

## Külső hivatkozások
- Hivatalos weboldal